# La Roca del Vallès
La Roca del Vallès település Spanyolországban, Barcelona tartományban. Lakosainak száma 10 962 fő (2024).

## Földrajza
La Roca del Vallès Cardedeu, Llinars del Vallès, Dosrius, Argentona, Òrrius, Vilanova del Vallès, Granollers és Les Franqueses del Vallès községekkel határos.

## Népesség
A település lakosságának változását az alábbi diagram mutatja:
| Lakosok száma | 659  | 1585 | 2282 | 2527 | 5135 | 8685 | 10 214 | 10 518 | 10 650 | 10 962 |
|               | 1717 | 1887 | 1936 | 1960 | 1986 | 2004 | 2009   | 2014   | 2019   | 2024   |